# ふしぎの国のアリス (テレビアニメ)
『ふしぎの国のアリス』（ふしぎのくにのアリス、英: Alice in Wonderland）は同名の小説をもとにしたテレビアニメ作品。
日本アニメーションとドイツのアポロフィルムの共同制作であるこの番組は、1984年9月14日から1985年1月28日までテレビ大阪・テレビ東京系列で放送された。全52話あるが、アメリカ合衆国では80話しか製作されなかった。英語版では、ディズニー版に似たような感じになっている。
欧州圏、イスラエル、ラテンアメリカ、アラビア語圏では人気を博しており、インドでは1991年代初頭に映画制作局によってつくられたヒンディー語版がドゥールダルシャンを通して放送された。

## あらすじ
少女アリスは白ウサギを追いかけて穴に落ちる。落ちた先はチェシャ猫やハートの国の女王といった個性豊かな住人たちのいる不思議の国。
ここまでは原作に近いが、第26話以降は『鏡の国のアリス』に近い内容となっている。
ひとつ回の終わりにアリスは現実へ戻り、次の回でまた不思議の国へ行く。この移動の場面は夢のように描かれており、移動の跡にアリスは自分の周りの景色が変わったことに気づく。

## 登場人物
アリス
声：TARAKO
広く知られたディズニー版とは違い、赤いスカートを履き、物語の発端となる魔法の帽子を被っている。
ベニー (Benny Bunny)
声：野沢雅子
不思議の国でアリスとともに騒動に巻き込まれるウサギ。アリスが古い店で魔法の帽子を買ったときに彼女と出会い、白ウサギの甥だということがわかって、ほかの住人たちとも仲良くなる。Jabberwockyのところへ行く道の途中にはドラゴンが彼を煮て食ってやろうと待ち構えているため、行かなければいけなくなると、落ち着かなくなる。
白ウサギ (White Rabbit)
声 : 緒方賢一
ベニーのぎくしゃくした叔父とハートの女王の一人が仲間です。彼の名前が示すように彼は白い毛皮を持っており、しばしば彼の任務に遅れることを心配しています。
チェシャキャット(Cheshire Cat、英語表記：Chester)
いたずら好きで謎めいた縞模様の猫で、彼女にあいまいなアドバイスをしながらも助けるが、アリスを騒動に巻き込む。
ディズニー版と違い、黄色とオレンジの縞模様である。
ハートの女王 (The Queen of Hearts)
声：上村典子
アリスの冒険における最大のかき混ぜ役。丸々と太っているところはディズニー版と同じだが、この作品の女王の容姿は、黄色いドレスを羽織り鋭角でとがった鼻をした女性である。また、数日間ダンジョンを荒らした人物を断頭台に送ると脅すことはするが基本的にはである。
ハートの王 (The King of Hearts)
ハートの女王のプッシュオーバー夫であり、ハンプティ・ダンプティの良き友人。
白い王と白い女王
不思議の国の他の君主制は、白い王がスヌーズをするのが好きである間、彼の妻はクロケットをすることに固執している。
ティードルディとティードルダム
声 : 頓宮恭子（ティードルティ）、向殿あさみ（ティードルダム）
童謡のように時々戦う2人のぽっちゃりした双子の兄弟。
セリア（アリスの姉）
声:水倉久美子
頭が良く優等生で美人な女の子でアリスの事をいつも上目線からみているが本心では自由に生きているアリスをすごく羨ましいと思っている。　　
The Jabberwocky
森のかなたにある城に住む、むら気で大きなドラゴン。
ある種の孤独を愛する者である彼は、客人が入ることを好まず、家にこもっていることが多い。
アリスのベニーを食べてやろうというたくらみをもっている。
しかし、危険人物というよりは根っからの悪人ではなく、むしろただ陰気なだけで、アリスを助けることもある。
キャタピラ(The Caterpillar)
不思議の国の中でもっとも賢い人物とされており、正気で、現実的な見方をする。
普段はキノコ畑のところでパイプをふかしながら、さまざまな悩み事を聞いている。 アリスは彼のところへよく相談にやってくるため、回を追うごとに4人は親しくなっていく。

## スタッフ
- 製作：本橋浩一
- 製作管理：高桑充
- 原作：ルイス・キャロル
- 企画：佐藤昭司
- プロデューサー：遠藤重夫、田中栄子
- 脚本：高橋二三
- キャラクターデザイン：熊田勇
- 作画監督：小川隆雄、半田輝男、三輪孝輝
- 美術監督：松平聡
- 場面設定：中村和子
- レイアウト監修：森康二
- 撮影監督：森田俊昭（トランス・アーツ）
- 編集：西出栄子
- 音楽：小六禮次郎
- 録音監督：田中英行
- 監督：杉山卓
- 制作：日本アニメーション株式会社、アポロフィルム
- © NIPPON ANIMATION CO., LTD. 1984

### ドイツ語版スタッフ
- nach der Erzählung: ALICE IM WUNDERLAND von LEWIS CARROLL
- Buch und Entwürfe: MARTY MURPHY, STUART ATKIN, MICHAEL BANNARD
- Regie: TAKU SUGIYAMA
- Chefanimation: KAZUKO NAKAMURA
- Layout: YASUJI MORI
- Gesamtleitung: SHIGEO ENDO, ANDREA WAGNER
- Musik: CHRISTIAN BRUHN
- Titellied gesungen von: Lady Lilli
- Deutsche Bearbeitung: ANDREA WAGNER
- Eine Co-Production: ORF/ZDF und APOLLO FILM mit NIPPON ANIMATION
- © APOLLO-FILM WIEN 1984-1985

## 主題歌
- オープニングテーマ -  「夢みるワンダーランド」

作詞 - 島エリナ / 作曲・編曲 - 小林泉美 / 歌 - TARAKO（レーベル：キャニオン・レコード）
- エンディングテーマ - 「ナゾナゾ 夢の国」

作詞 - 島エリナ / 作曲・編曲 - 小林泉美 / 歌 - TARAKO（レーベル：キャニオン・レコード）

## サブタイトル
| 話数 | サブタイトル             | 絵コンテ | 演出     | 作画監督          |
| ---- | ------------------------ | -------- | -------- | ----------------- |
| 1    | アリスとベニー           | 杉山卓   | （不明） | 小川隆雄          |
| 2    | ラビットホール           | 杉山卓   | （不明） | 小川隆雄          |
| 3    | 涙の海のアリス           | 杉山卓   | （不明） | 小川隆雄          |
| 4    | コーカス・レース         | 杉山卓   | （不明） | 小川隆雄          |
| 5    | でっかいアリス           | 杉山卓   | （不明） | 小川隆雄          |
| 6    | ハンプティ ダンプティ    | 杉山卓   | （不明） | 小川隆雄          |
| 7    | 大きな仔犬               | 杉山卓   | （不明） | 小川隆雄          |
| 8    | 名なしの森               | 杉山卓   | （不明） | 小川隆雄          |
| 9    | カラスの海賊             | 杉山卓   | （不明） | 小川隆雄          |
| 10   | キャタピラの忠告         | 杉山卓   | （不明） | 小川隆雄          |
| 11   | のっぽのアリス           | 杉山卓   | 腰繁男   | 小川隆雄          |
| 12   | びっくりベイビー         | 杉山卓   | （不明） | 小川隆雄          |
| 13   | 泣きむしまがい亀         | 杉山卓   | 杉山卓   | 小川隆雄          |
| 14   | ディーとダムの大決闘     | 杉山卓   | （不明） | 小川隆雄          |
| 15   | ライオンVSユニコーン     | 杉山卓   | （不明） | 小川隆雄 半田輝男 |
| 16   | クィーンのクローケー大会 | 杉山卓   | 腰繁男   | 小川隆雄          |
| 17   | チェシャキャット         | 杉山卓   | 腰繁男   | 半田輝男          |
| 18   | カキたちの大脱走         | 杉山卓   | 腰繁男   | 半田輝男          |
| 19   | エビのカドリール         | 杉山卓   | 腰繁男   | 小川隆雄          |
| 20   | おかしなティーパーティ   | 杉山卓   | 腰繁男   | 小川隆雄          |
| 21   | すてきなサーカスランド   | 杉山卓   | 腰繁男   | 小川隆雄 半田輝男 |
| 22   | くいしんぼうジャック     | 杉山卓   | 腰繁男   | 小川隆雄 三輪孝輝 |
| 23   | さか立ち大行進           | 杉山卓   | 腰繁男   | 半田輝男          |
| 24   | 消えたベニー             | 杉山卓   | 杉山卓   | 小川隆雄          |
| 25   | グリーンランドの秘密     | 杉山卓   | 杉山卓   | 小川隆雄          |
| 26   | 鏡のアリスと鏡           | 奥田誠治 | 腰繁男   | 小川隆雄 半田輝男 |